# General Rivas
General Rivas est l'une des douze paroisses civiles de la municipalité de Boconó dans l'État de Trujillo au Venezuela. Sa capitale est Las Mesitas.